# Dodda Chikkana Halli, Nagamangala
Dodda Chikkana Halli là một làng thuộc tehsil Nagamangala, huyện Mandya, bang Karnataka, Ấn Độ.